# Hoàng Quốc Định
Hoàng Quốc Định là một tướng lĩnh của lực lượng Công an nhân dân Việt Nam với quân hàm Thiếu tướng. Ông là Tư lệnh cuối cùng của Sở Cảnh sát Phòng cháy chữa cháy thành phố Hà Nội. Tại thời điểm nghỉ hưu, ông giữ chức vụ Phó Giám đốc Công an thành phố Hà Nội.

## Tiểu sử
Hoàng Quốc Định là đảng viên Đảng Cộng sản Việt Nam.
Trước tháng 10 năm 2015, ông là Đại tá, Phó Giám đốc Sở Cảnh sát Phòng cháy chữa cháy thành phố Hà Nội.
Chiều ngày 6 tháng 10 năm 2015, Bộ Công an đã trang trọng tổ chức Lễ công bố các quyết định của Bộ trưởng Bộ Công an về Quyết định bổ nhiệm đồng chí Đại tá Hoàng Quốc Định – Phó Giám đốc Cảnh sát PC&CC TP Hà Nội giữ chức vụ Giám đốc Cảnh sát PC&CC TP Hà Nội, thay cho Thiếu tướng Nguyễn Đức Nghi – Giám đốc Cảnh sát PC&CC TP Hà Nội nghỉ công tác chờ hưởng chế độ hưu trí theo quy định.
Sáng ngày 31 tháng 8 năm 2018, Công an Thành phố Hà Nội công bố quyết định hợp nhất Cảnh sát PCCC thành phố vào công an thành phố, Bộ Công an điều động Thiếu tướng Hoàng Quốc Định, Giám đốc Sở Cảnh sát Phòng cháy chữa cháy thành phố Hà Nội đến nhận công tác và giữ chức vụ Phó Giám đốc Công an thành phố Hà Nội.
Ngày 28 tháng 12 năm 2018, Công an thành phố Hà Nội tổ chức lễ công bố và trao quyết định nghỉ công tác chờ hưởng chế độ hưu trí đối với Thiếu tướng Hoàng Quốc Định, Phó Giám đốc Công an thành phố Hà Nội.

## Lịch sử thụ phong quân hàm
| Năm thụ phong | 2015   | 2018        |
| ------------- | ------ | ----------- |
| Quân hàm      |        |             |
| Cấp bậc       | Đại tá | Thiếu tướng |